# Stirpe di lupo
Stirpe di lupo è una raccolta in due volumi di racconti horror dello scrittore americano H. Warner Munn. Il primo volume è stato pubblicato, per la prima volta, nel 1979 da Donald M. Grant, Publisher, Inc. in un'edizione di 1 000 copie, il secondo è stato pubblicato nel 1980 in un'edizione di 1 018 copie. Molte delle storie sono apparse per la prima volta sulla rivista Weird Tales o nella serie antologica Lost Fantasies curata da Robert Weinberg.
Il primo volume dell'edizione in lingua originale è sottotitolato Nella tomba del vescovo e il secondo Il maestro torna a casa .

## Contenuti
- Il naufragio della Santa Ysabel (The Wreck of the Santa Ysabel)
- I lupi-mannari di Manglana Castle (The Bug-Wolves of Castle Manglana)
- Nella tomba del Vescovo (In The Tomb of the Bishop)
- La cosa nella bara
- Il cannone di cuoio (The Leather Cannon)
- Achsah Young di Windsor (Achsah Young—of Windsor)
- Il Signore incontra una Preda Degna (The Master Meets A Worthy Foe)
- La Peste
- Il Diario (The Diary)
- Il Signore torna a casa (The Master Goes Home)